# 蓮花池山龍眼
蓮花池山龍眼（学名：Helicia rengetiensis）为山龍眼科山龍眼屬下的一个种。

## 扩展阅读
- 維基物種上的相關：蓮花池山龍眼